# Бангор (Мічиган)
Бангор (англ. Bangor) — місто (англ. city) в США, в окрузі Ван-Б'юрен штату Мічиган. Населення — 2016 осіб (2020).

## Географія
Бангор розташований за координатами 42°18′45″ пн. ш. 86°6′48″ зх. д. / 42.31250° пн. ш. 86.11333° зх. д. (42.312430, -86.113441).  За даними Бюро перепису населення США в 2010 році місто мало площу 4,92 км², з яких 4,73 км² — суходіл та 0,19 км² — водойми.

## Демографія
Згідно з переписом 2010 року, у місті мешкало 1885 осіб у 707 домогосподарствах у складі 464 родин. Густота населення становила 383 особи/км².  Було 835 помешкань (170/км²).
Расовий склад населення:
| - 72,9 % — білих - 11,8 % — чорних або афроамериканців - 0,7 % — азіатів - 0,5 % — корінних американців - 8,6 % — осіб інших рас |

До двох чи більше рас належало 5,4 %. Частка іспаномовних становила 14,4 % від усіх жителів.
За віковим діапазоном населення розподілялося таким чином: 30,0 % — особи молодші 18 років, 58,1 % — особи у віці 18—64 років, 11,9 % — особи у віці 65 років та старші. Медіана віку мешканця становила 32,9 року. На 100 осіб жіночої статі у місті припадало 91,0 чоловіків;  на 100 жінок у віці від 18 років та старших — 84,5 чоловіків також старших 18 років.
Середній дохід на одне домашнє господарство  становив 42 968 доларів США (медіана — 33 258), а середній дохід на одну сім'ю — 48 695 доларів (медіана — 36 250). Медіана доходів становила 33 056 доларів для чоловіків та 26 688 доларів для жінок. За межею бідності перебувало 23,8 % осіб, у тому числі 34,2 % дітей у віці до 18 років та 18,3 % осіб у віці 65 років та старших.
Цивільне працевлаштоване населення становило 740 осіб. Основні галузі зайнятості: освіта, охорона здоров'я та соціальна допомога — 25,8 %, виробництво — 20,4 %, роздрібна торгівля — 12,6 %, мистецтво, розваги та відпочинок — 10,9 %.